# Zaid Romero
Zaid Romero, né le 15 décembre 1999 à Mendoza en Argentine, est un footballeur argentin qui joue au poste de défenseur au Club Bruges KV.

## Palmarès

### En club
|  |  | Estudiantes La Plata - Coupe d'Argentine (1) : - Champion : 2023. - Coupe de la Ligue (1) : - Vainqueur : 2024 |  | Club Bruges KV - Supercoupe de Belgique : - Finaliste : 2024 - Vainqueur : 2025 - Coupe de Belgique (1) : Vainqueur: 2025 |